# 眉州
眉州，中国南北朝时设置的州。
西魏废帝二年（553年）平蜀，次年改青州为眉州，治所在通义县（北周改安乐县，后改齐通县，隋名广通县，复名通义县，宋改眉山县。今四川省眉山市）。隋朝大业初年废。唐朝武德二年（619年）复置。下辖通义县、隆山县（先天元年改为彭山县）、青神县、丹棱县、洪雅县、南安县（今四川省夹江县木城镇，武德五年省）。天宝、乾元时曾改通义郡。辖境相当今四川省眉山、彭山、丹棱、洪雅、青神等县地。
宋朝时，属成都府路。元朝至元二十年（1283年），省州治眉山县入州。明朝洪武九年（1376年）降为眉县，十三年（1380年）复升为眉州，治今四川省眉山市，直隶四川布政司。清朝时，属四川省。1913年废眉州为眉山县。
唐朝眉州刺史
- 李普定（武德年间）
- 杜德致（武德年间）
- 徐正则（武德年间）
- 钱九陇（贞观初年）
- 郑筠（贞观年间）
- 裴思庄（638年）
- 刘辟恶（650年—653年）
- 徐敬业（682年）
- 冯元常（684年）
- 李义节（武周时）
- 苏味道（神龙初年）
- 韦岳（唐睿宗时）
- 韦皛（开元初期）
- 马正会（开元前期）
- 崔景（731年）
- 赵冬曦（733年）
- 裴楚璧（开元年间）
- 通义郡太守
- 李岑（唐肃宗、唐代宗时）
- 崔广（唐代宗时）
- 岑臾（唐代宗时）
- 李滈（建中末年）
- 韦衮（贞元初期）
- 姜荆宝（贞元年间）
- 裴察（贞元年间）
- 崔玄亮（元和年间）
- 郑某（元和年间）
- 李自昌（元和年间）
- 穆某（开成年间）
- 裴镒（844年）
- 李某（大中、咸通年间）
- 崔亚（大中、咸通年间）
- 高仁厚（882年—884年）
- 宋挺（光启年间）
- 山行章（888年—889年）
- 徐耕（891年）
- 冯涓（大顺年间，未任）
- 周德权（乾宁年间）
- 王宗侃（乾宁年间）
- 王宗弼（乾宁年间）
- 王宗翰（唐昭宗时）
- 张勍（唐末）[2]

## 外部連結
[在维基数据编辑]
 《欽定古今圖書集成·方輿彙編·職方典·眉州部》，出自陈梦雷《古今圖書集成》